# Lucy Hale
Karen Lucille Hale (sinh ngày 14/6/1989) là nữ diễn viên và ca sĩ người Mỹ. Khoảng đầu sự nghiệp, cô thỉnh thoảng tự gọi mình là Lucy Kate Hale. Cô được công chúng biết đến nhiều qua vai Aria Montgomery trong sê-ri Pretty Little Liars (2010–2017). Về điện ảnh, cô từng đóng các phim như The Sisterhood of the Traveling Pants 2 (2008), Sorority Wars (2009), A Cinderella Story: Once Upon a Song (2011), Scream 4 (2011) và Truth or Dare (2018).

## Thời thơ ấu
Hale sinh ra ở Memphis, Tennessee. Cô là con gái của bà Julie Knight và ông Preston Hale. Mẹ cô là một y tá. Hale không đi học ở trường mà học ở nhà. Cô cũng tham gia các khóa học ca hát và diễn xuất từ bé.

## Danh sách phim

### Truyền hình
| Năm       | Tên                      | Vai             | Ghi chú                                               |
| --------- | ------------------------ | --------------- | ----------------------------------------------------- |
| 2003      | American Juniors         | (Thí sinh)      | Hạng 4 chung cuộc                                     |
| 2006      | Drake & Josh             | Hazel           | Tập: "Theater Thug"                                   |
| 2007      | Bionic Woman             | Becca Sommers   | Vai chính                                             |
| 2007–2008 | Wizards of Waverly Place | Miranda Hampson | Các tập: "First Kiss" và "Pop Me and We Both Go Down" |
| 2008–2009 | Privileged               | Rose Baker      | Vai chính                                             |
| 2009      | Ruby & the Rockits       | Kristen         | Tập: "Smells Like Teen Drama"                         |
| 2009      | Sorority Wars            | Katie Parker    |                                                       |
| 2009      | Private Practice         | Danielle Palmer | Tập: "Pushing the Limits"; as Lucy Kate Hale          |
| 2010–2017 | Pretty Little Liars      | Aria Montgomery | Vai chính                                             |
| 2012      | Punk'd                   | (Chính mình)    | Tập: "Lucy Hale"                                      |
| 2014      | Baby Daddy               | Piper Stockdale | Tập: "Bonnie's Unreal Estate"                         |
| 2018      | Life Sentence            | Stella Abbott   | Vai chính                                             |